# Sarah Jones (journaliste)
 (février 2024).
La mise en forme du texte ne suit pas les recommandations de Wikipédia : il faut le « wikifier ».
Les points d'amélioration suivants sont les cas les plus fréquents. Le détail des points à revoir est peut-être précisé sur la page de discussion.
- Les titres sont pré-formatés par le logiciel. Ils ne sont ni en capitales, ni en gras.
- Le texte ne doit pas être écrit en capitales (les noms de famille non plus), ni en gras, ni en italique, ni en « petit »…
- Le gras n'est utilisé que pour surligner le titre de l'article dans l'introduction, une seule fois.
- L'italique est rarement utilisé : mots en langue étrangère, titres d'œuvres, noms de bateaux, etc.
- Les citations ne sont pas en italique mais en corps de texte normal. Elles sont entourées par des guillemets français : « et ».
- Les listes à puces sont à éviter, des paragraphes rédigés étant largement préférés. Les tableaux sont à réserver à la présentation de données structurées (résultats, etc.).
- Les appels de note de bas de page (petits chiffres en exposant, introduits par l'outil «  Source ») sont à placer entre la fin de phrase et le point final[comme ça].
- Les liens internes (vers d'autres articles de Wikipédia) sont à choisir avec parcimonie. Créez des liens vers des articles approfondissant le sujet. Les termes génériques sans rapport avec le sujet sont à éviter, ainsi que les répétitions de liens vers un même terme.
- Les liens externes sont à placer uniquement dans une section « Liens externes », à la fin de l'article. Ces liens sont à choisir avec parcimonie suivant les règles définies. Si un lien sert de source à l'article, son insertion dans le texte est à faire par les notes de bas de page.
- La présentation des références doit suivre les conventions bibliographiques. Il est recommandé d'utiliser les modèles {{Ouvrage}}, {{Chapitre}}, {{Article}}, {{Lien web}} et/ou {{Bibliographie}}. Le mode d'édition visuel peut mettre en forme automatiquement les références.
- Insérer une infobox (cadre d'informations à droite) n'est pas obligatoire pour parachever la mise en page.

Pour une aide détaillée, merci de consulter Aide:Wikification.
Si vous pensez que ces points ont été résolus, vous pouvez retirer ce bandeau et améliorer la mise en forme d'un autre article.
Pour les articles homonymes, voir Sarah Jones.
Sarah Jones (née en mars 1985) est une journaliste américaine lauréate d'un Emmy Award,, et fondatrice de Sarah Jones Reports.Elle anime une émission de podcast hebdomadaire intitulée "Sarah Jones Breaks It Down". De plus, elle est l'auteure du magazine de sensibilisation au cancer pour les enfants : "Leucémie" et d'un livre pour enfants sur la guerre,,.

## Première vie et éducation
Née en mars 1985, Sarah Jones fréquente l'école Hathaway Brown à Ohio. Alors qu'elle est encore à l'école, à l'âge de 13 ans, elle rédige une publication sur la sensibilisation au cancer, qui est publiée sous forme de livre en 1999 par la clinique de Cleveland et la American Cancer Society, puis distribuée aux patients atteints de leucémie et à leurs familles à la clinique de Cleveland, à l'hôpital de l'Université John Hopkins, à la Mayo Clinic et à l'hôpital du Mont Sinaï.

## Carrière
Pendant sa dernière année au Lake Forest College, Illinois, Sarah Jones rejoint ABC News en tant que productrice associée, y a travaillé pendant un an, et s'est formée comme correspondante étrangère chez TOL. Entre 2008 et 2010, elle a servi en tant que journaliste bénévole ou pigiste pour plusieurs entreprises de presse, notamment TVE, Ushahidi, CNN et ABC News. Elle a ensuite rejoint le magazine Northern Virginia en tant que stagiaire en 2011. En 2014, Jones a introduit le moment international de silence pour l'initiative "Remembering Fallen Journalist" en partenariat avec la Fondation UN Plus Social Good, le Comité pour la protection des journalistes, The Frontline Club, The National Press Club, Muck Rack, l'Association internationale des clubs de presse, la Fondation James W. Foley, la Fondation Knight et Reddit. Depuis lors, il est pratiqué dans le monde entier le 3 mai. De plus, elle a fondé le programme "Seen and Heard" pour mettre en lumière les actualités sous-représentées dans les médias grand public,,.
Jones a été associée à plusieurs projets en freelance, notamment le documentaire "9/11: The Day that Changed the World" pour Brook Lapping Productions, et elle a également travaillé avec BBC World Service, KTV2 (Koweït), Channel 4, Gulf News, Digital Journal et CNN de 2010 à 2013. Jones a été juge aux Online Media Awards (OMAs) de The Drum de 2015 à 2019 et aux Edward R. Murrow Awards du RTDNA en 2020. Elle participe également en tant que conférencière au Sommet international des femmes et de la justice, où elle a présenté sur l'hypersexualisation des femmes et des filles sur les médias sociaux la même année, devant des présidents, des ministres et des dirigeants de plus de 30 pays,,,,.
En 2013, Sarah Jones devient rédactrice en chef adjointe chez Al Jazeera America, où elle a travaillé pendant un an. Elle a ensuite rejoint TRT World en tant que journaliste senior et a collaboré avec l'entreprise jusqu'en 2017. L'année suivante, elle commence à travailler en tant que journaliste d'actualités pour KWQC TV-6 News, puis elle a rejoint WTHR-TV en tant que reporter en 2019. Elle est invitée au séminaire sur la sécurité nationale du War College de l'armée en 2021. La même année, elle est retenue pour participer à la FBI Citizens Academy à Indianapolis, dans l'Indiana. En 2022, elle publie un livre pour enfants intitulé A Kids Book About War en 2022,.
Depuis 2010, elle exerce en tant que journaliste indépendante au sein de Sarah Jones Reports. Elle anime une émission de podcast pour enfants chaque semaine intitulée Sarah Jones Breaks It Down et occupe le poste de directrice des affaires publiques au sein du groupe Olayan depuis 2022. Elle est membre du Frontline Freelance Register, du National Press Club, de l'Institut royal des journalistes et du Chatham House,.